# Mary Tyler Moore
Mary Tyler Moore (født 29. december 1936 i Brooklyn Heights i Brooklyn i New York, død 25. januar 2017) var en amerikansk skuespiller, danser og TV-producent. Hun var bedst kendt for sin rolle i The Mary Tyler Moore Show som blev sendt fra 1970 til 1977 og The Dick Van Dyke Show fra 1961 til 1966, begge på TV-kanalen CBS.

## Opvækst
Mary Tyler Moore blev født 29. december 1936 i Flatbush i Brooklyn Heights i Brooklyn i New York City og var det ældste af tre børn af Marjorie (født Hackett) og George Tyler Moore. Alle Tyler Moores bedsteforældre kom oprindeligt fra England..
Hun havde to søskende John og Elisabeth. John døde af kræft 26. december 1991 i Los Angeles, 47 år gammel. Hendes søster, Elizabeth døde i 1978.
Mary Tyler Moore begyndte på Saint Rose of Lima Roman Catholic school i Brooklyn og derefter St. Ambrose School i Los Angeles da familien flyttede til byen da hun ca. 8 år.  Hun gik senere på Immaculate Heart High School på Los Feliz Boulevard i Hollywood, California. 

## Voksenliv og karriere
Mary giftede sig i 1955 med Richard Carlton Meeker, og fik sit eneste barn, sønnen Richard Jr. (Richie) 3. juli 1956 på Queen of Angels Hospital i Los Angeles. Meeker og Moore blev skilte i 1961. Mary Tyler Moore giftede sig med Grant Tinker som arbejde for NBC i 1962, og blev skilt fra ham i 1981.
Sønnen Richie døde i en ulykke i 1980. 
23. november 1983 giftede Moore sig med Dr. Robert Levine på Pierre Hotel i New York City. Mary Tyler Moore fik diabetes type 1 i en alder af 33 år. Hun er i dag den international talsperson for The Juvenile Diabetes Research Foundation International (JDRF). 

## MTM Enterprises
Mary Tyler Moore grundlage produktionsselskabet MTM Enterprises i 1969, sammen med sin daværende mand Grant Tinker, for at producere The Mary Tyler Moore Show for CBS.
I 1978 startede Mary Tyler Moore serien Mary, hvor blandt andet David Letterman og Michael Keaton medvirkede.

## Filmografi

### Film
- Against The Current Mom (2009)
- Cheats Mrs. Stark (2002)
- Labor Pains Esther Raymond (2000)
- Reno Finds Her Mom Sig selv (1998)
- Keys to Tulsa Cynthia Boudreau (1997)
- The Blue Arrow Granny Rose (stemme) (1996)
- Flirting with Disaster Pearl Coplin (1996)
- Just Between Friends Holly Davis (1986)
- Six Weeks Charlotte Dreyfus (1982)
- Ordinary People Beth Jarrett (1980)
- Change Of Habit Sister Michelle Gallagher (1969)
- Run a Crooked Mile Elizabeth Sutton (1969)
- Don't Just Stand There! Martine Randall (1968)
- What's So Bad About Feeling Good? Liz (1968)
- Thoroughly Modern Millie Miss Dorothy Brown (1967)
- X-15 Pamela Stewart (1961)
- Once Upon a Horse... Dance Hall Girl (ukreditert) (1958)

### TV
- Good Morning America (31. marts 2009)
- Oprah (19. maj 2008)
- Lipstick Jungle (2008)
- That '70s Show (2006)
- Snow Wonder (2005)
- The Dick Van Dyke Show Revisited (2004)
- Blessings (TV film) (2003)
- The Gin Game (2003)
- Miss Lettie and Me (2002)
- The Ellen Show (2001)
- Like Mother, Like Son: The Strange Story of Sante and Kenny Kimes (2001)
- Mary and Rhoda (2000)
- Good as Gold (2000)
- Payback (1997)
- Ellen (1996)
- Stolen Memories: Secrets from the Rose Garden (1996)
- New York News (1995)
- Stolen Babies (1993)
- Late Show with David Letterman Sig selv (5 episoder, 1993-2009)
- Thanksgiving Day (1990)
- The Last Best Year (1990)
- Annie McGuire (1988)
- Lincoln (1988)
- Mary (1985-1986)
- Finnegan Begin Again (1985)
- Heartsounds (1984)
- The Mary Tyler Moore Hour (1979)
- First, You Cry (1978)
- Mary (1978)
- How To Survive the '70s (special) (1978)
- Phyllis (1976-1977)
- Rhoda (1974-1978)
- The Mary Tyler Moore Show Mary Richards (1970-1977)
- The Dick Van Dyke Show (1961-1966)
- The Tab Hunter Show (1960) (gæstestjerne i første episode)
- Richard Diamond, Private Detective

## Bøger
- Growing Up Again: Life, Loves and, Oh Yeah, Diabetes (1. april 2009) ISBN 0-312-37631-6
- After All (1995) ISBN 0-440-22303-2

## Bøger om Mary Tyler Moore
- Mary Tyler Moore af Margaret L. Finn (1997)
- Mary Tyler Moore af Jason Bonderoff (1986)